# Yolanda González
Yolanda González Martín (Bilbao, 20 de enero de 1961-Madrid, 1 de febrero de 1980) fue una líder estudiantil y militante comunista española asesinada por la extrema derecha en los primeros años de la democracia tras la Transición.

## Militancia política
Yolanda González Martín nació en 1961 en el barrio bilbaíno de Deusto, en el seno de una familia obrera originaria de Burgos. A los dieciséis años se afilió a las Juventudes Socialistas de España dentro de la corriente Izquierda Socialista, para evolucionar posteriormente hacia el trotskismo. En 1979 se trasladó a Madrid para iniciar estudios de electrónica. En 1980 era la representante del Centro de Formación Profesional de Vallecas en la Coordinadora de Estudiantes de Enseñanza Media de Madrid. También era militante del Partido Socialista de los Trabajadores (PST), un pequeño grupo político trotskista que no era aún legal, que provenía de una escisión de la Liga Comunista Revolucionaria. Compaginaba sus tareas formativas, militancia política y estudiantil con eventuales trabajos como empleada del hogar para tener autonomía económica respecto a su familia, de escasos recursos.

## Asesinato en 1980

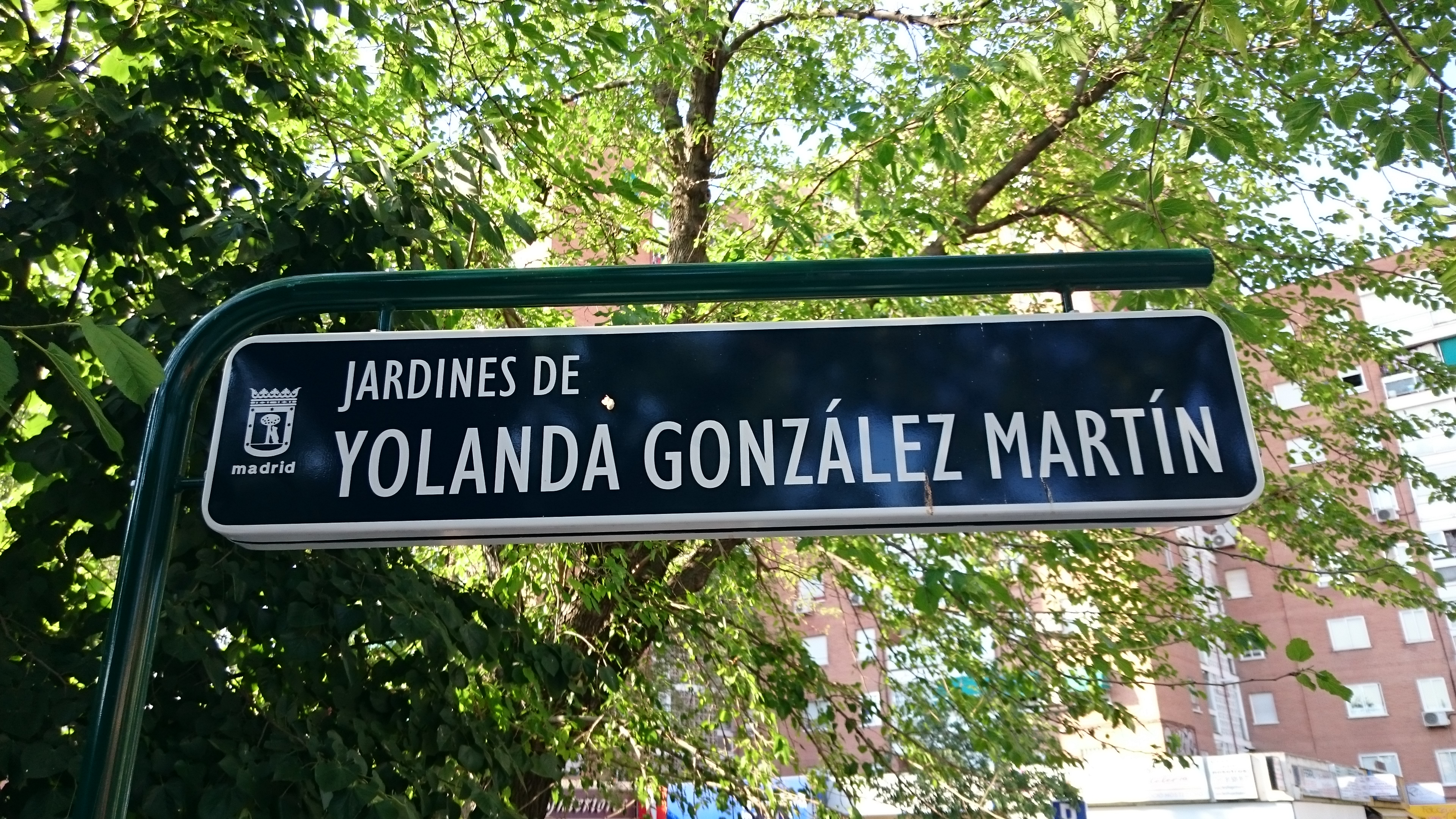
Placa en los Jardines de Yolanda González Martín, en Madrid, en la esquina de las calles Seseña con Escalona. El pleno de la Junta de Gobierno de la ciudad de Madrid aprobó por unanimidad el 10 de febrero de 2015 nombrar este espacio en su memoria.

Yolanda González Martín fue secuestrada a última hora de la tarde del 1 de febrero de 1980 en su domicilio, en la calle Tembleque número 101, en el barrio de Aluche de Madrid, cuando se hallaba sola (convivía en un piso de estudiantes, un modesto apartamento de 60 metros cuadrados —cocina, un pequeño salón y tres dormitorios—, con su novio Alejandro Arizcun y con otra compañera del PST, Mar Noguerol).
Los secuestradores accedieron engañando a Yolanda, mostrando identificaciones falsificadas de autoridades policiales.
Al regresar su novio a la vivienda a medianoche encontró todo ordenado y las luces encendidas, pero no estaba ni Yolanda ni la otra compañera de piso. Pensó que estaría en alguna reunión tardía por sus actividades en la coordinadora estudiantil, por lo que no dio mayor importancia.
Al despertarse en la mañana del día 2 de febrero notó que el bolso, cartera y DNI de Yolanda estaban en la mesa del salón y, preocupado por si hubiera sido detenida, hizo varias gestiones telefónicas en instancias policiales y judiciales de Madrid para averiguar su paradero, sin resultado. 
En la misma mañana al regresar la compañera de piso y de partido con dos amigos, se encontró en el piso con policías de paisano registrando la vivienda. Fueron llevados a la Dirección General de Seguridad donde fueron interrogados sobre sus actividades políticas y su posible relación con ETA. El novio, por la tarde, al acudir a la sede del partido le informaron sobre el fatal destino de Yolanda. Parece ser que los secuestradores se presentaron el día 1 por la mañana en la vivienda y al no encontrar a nadie, decidieron volver por la tarde-noche.
Yolanda González Martín fue asesinada por los miembros de Fuerza Nueva, Emilio Hellín Moro e Ignacio Abad Velázquez, que contaron con la colaboración de varios sujetos más (José Ricardo Prieto, Félix Pérez Ajero, Juan Carlos Rodas Crespo y David Martínez). Juan Carlos Rodas Crespo, agente de la Policía Nacional, participó en la vigilancia del exterior de la vivienda junto con otros cómplices, mientras Emilio Hellín Moro e Ignacio Abad Velázquez subían para secuestrarla. Al día siguiente, al enterarse por la prensa de su muerte, Juan Carlos Rodas Crespo, sorprendido y arrepentido por el resultado final de lo que creía era un simple interrogatorio, denunció los hechos ante sus superiores policiales de Getafe lo que aceleró las investigaciones y la resolución del caso.
Emilio Hellín Moro e Ignacio Abad Velázquez, tras engañar a Yolanda exhibiendo enseñas policiales falsas, reducirla y registrar de forma rápida las habitaciones (temerosos de que los otros inquilinos de la vivienda regresaran de forma sorpresiva), la secuestraron. Fue llevada en el automóvil de Emilio Hellín Moro, siendo maltratada e interrogada por el camino, hasta el lugar de su asesinato. Tras bajar del vehículo, Emilio Hellín Moro le disparó dos veces con una pistola Walther P-38, calibre 9 milímetros Parabellum a unos 70-80 centímetros en la cabeza (región temporal derecha, con sendos orificios de salida en la región occipital izquierda). Después fue rematada por Ignacio Abad Velázquez con otro disparo (cara externa del antebrazo derecho, con orificio de entrada y salida que posteriormente produjo contusión erosiva en la mama izquierda) con una pistola Star calibre 9 milímetros Parabellum, estando aún con vida, según relata la sentencia condenatoria. El cadáver de Yolanda fue encontrado por dos trabajadores en torno a las 9 de la mañana del 2 de febrero de 1980 en un camino cercano al kilómetro 3 de la carretera que une Alcorcón con San Martín de Valdeiglesias.
En el momento del hallazgo del cadáver, Yolanda vestía debajo de su jersey una camiseta blanca con el escudo de las siete provincias vascas y una medalla con el lauburu, lo que llevó a la policía a determinar que el crimen tenía connotaciones políticas.
Los autores de su asesinato intentaron justificarlo como venganza por el atentado de Ispáster perpetrado por ETA a primera hora de la mañana del 1 de febrero de 1980, en el que murieron seis guardias civiles, ya que la acusaban de pertenecer a un supuesto comando de ETA en Madrid. Sin embargo el PST al que pertenecía Yolanda González Martín no solo no formaba parte de la izquierda abertzale sino que rechazaba explícitamente la violencia de ETA.
El asesinato fue reivindicado por Emilio Hellín, mediante un télex enviado a la agencia EFE, por el denominado "Grupo 41" del Batallón Vasco Español con estas palabras:

«El Batallón Vasco Español, grupo operativo-militar, reivindica el arresto, secuestro y ejecución de Yolanda González Martín, natural de Deusto, integrante del comando de ETA, rama estudiantil-IASI-, del que también forman parte otras dos personas con domicilio en Madrid y que utilizan como tapadera y acción de masas a grupos políticos de ideología trotskista y maoísta, donde se amparan sus actividades. Por una España grande, libre y única. ¡Arriba España!»

## Juicio y condena por su asesinato en 1982
Las primeras diligencias judiciales fueron efectuadas en 1980 por el Juzgado de Instrucción número 9 de Madrid, pasando posteriormente el asunto al Juzgado Central de Instrucción número 1 de la Audiencia Nacional, que procesó a Emilio Hellín Moro, Ignacio Abad Velázquez, José Ricardo Prieto, Félix Pérez Ajero, Juan Carlos Rodas y David Martínez Loza y en 1982 los sentenció y condenó a diversas penas según su implicación penal, bajo el Código Penal vigente en su momento, en los hechos enjuiciados.
- Emilio Hellín Moro (algo más de 43 años de condena), asesinato, allanamiento de morada, detención ilegal, depósito de armas de guerra, armas de defensa, municiones, tenencia de explosivos, falsificación de DNI, uso público de nombre supuesto.
- Ignacio Abad Velázquez (algo más de 28 años de condena), asesinato, allanamiento de morada, detención ilegal, tenencia ilícita de armas.
- Félix Pérez Ajero (algo más de 6 años de condena), allanamiento de morada, detención ilegal, tenencia ilícita de armas.
- José Ricardo Prieto (algo más de 6 años de condena), allanamiento de morada, detención ilegal, tenencia de explosivos.
- David Martínez Loza (algo más de 6 años de condena), inducción de allanamiento de morada, detención ilegal. Era en el momento de la comisión del delito Jefe Nacional de Seguridad de Fuerza Nueva.
- Juan Carlos Rodas (3 meses de condena), allanamiento de morada, detención ilegal. La levedad de la condena se debe a su colaboración con la justicia.

El Tribunal, sin embargo, no aceptó condenarles por asociación ilícita o banda armada aduciendo que para considerarles banda armada se necesitan requisitos tales como mayor número de integrantes, jerarquía orgánica, y otros requisitos. Las penas impuestas fueron superiores a las que pedía el Ministerio Fiscal y las acusaciones particulares. Las condenas fueron impuestas por la sala 1 de lo Penal de la Audiencia Nacional.

## La fuga de Emilio Hellín en 1987 y su posterior trabajo para la policía española
Emilio Hellín, principal encausado por el asesinato, se dio a la fuga en 1987 aprovechando un permiso penitenciario. En Paraguay recibió protección del régimen militar de Alfredo Stroessner, para el que trabajó. Tras ser descubierto por un periodista de la revista Interviú, fue extraditado a España en 1990.
En 2013 el periodista de investigación José María Irujo publicó en EL PAÍS el reportaje "La historia oculta del asesino de Yolanda" en la que destapó que el asesino de Yolanda se había cambiado el nombre por el de Luis Enrique, había modificado su apellido y trabajaba como perito informático para las Fuerzas y Cuerpos de Seguridad del Estado en técnicas de espionaje, rastreo informático y en dispositivos móviles con los diversos gobiernos de la democracia. En su encuentro con el periodista le manifestó que él no era Emilio Hellín, fallecido en 2008, sino Luis Enrique Hellín, su hermano. Sin embargo en 1996 habría cambiado su nombre como refleja el acta de nacimiento en su pueblo natal Torre de Miguel Sesmero, Provincia de Badajoz. El Ministerio del Interior confirmó la contratación de sus servicios, a través de la empresa New Technology Forensics —fundada en 1998 y en la que oficialmente no aparece su nombre—, para instruir a los policías en diferentes cursos desde 2006 a 2011. Asimismo, cuatro agentes de la sección de Nuevas Tecnologías de la Policía Científica de la Ertzaintza asistieron a un curso impartido por dicha empresa en Madrid en el año 2008.
Dicha empresa fue contratada por la familia de Ruth Ortiz para peritaje de los teléfonos de José Bretón, acusado y condenado por el asesinato e incineración de sus dos hijos. La abogada de Ruth Ortiz y familia, manifestó en prensa que desconocían el pasado criminal de este individuo y que terceras partes la aconsejaron por su pericia en el tema de recabar datos de dispositivos electrónicos.
Según Asier González, hermano de Yolanda, Emilio Hellín daba cursos a policías por la pervivencia del franquismo en las instituciones españolas. En junio de 2013, pasados tres meses después de conocerse la noticia la respuesta del Ministerio del Interior seguía siendo un silencio absoluto.
En enero de 2021 se conoció que Emilio Hellín estaba actuando como perito contratado por la defensa de Cristina Cifuentes, exdirigente del Partido Popular, en el juicio que se sigue contra ella en el llamado «caso Máster», acusada de participar en la falsificación de documento público.

## Memoria de Yolanda González

### DocumentalYolanda en el país de los estudiantes
En 2013 se estrenó el documental Yolanda en el país de los estudiantes dirigido por Isabel Rodríguez y Lander Castro, con una duración de 63 minutos.

### LibroNo te olvides de mí

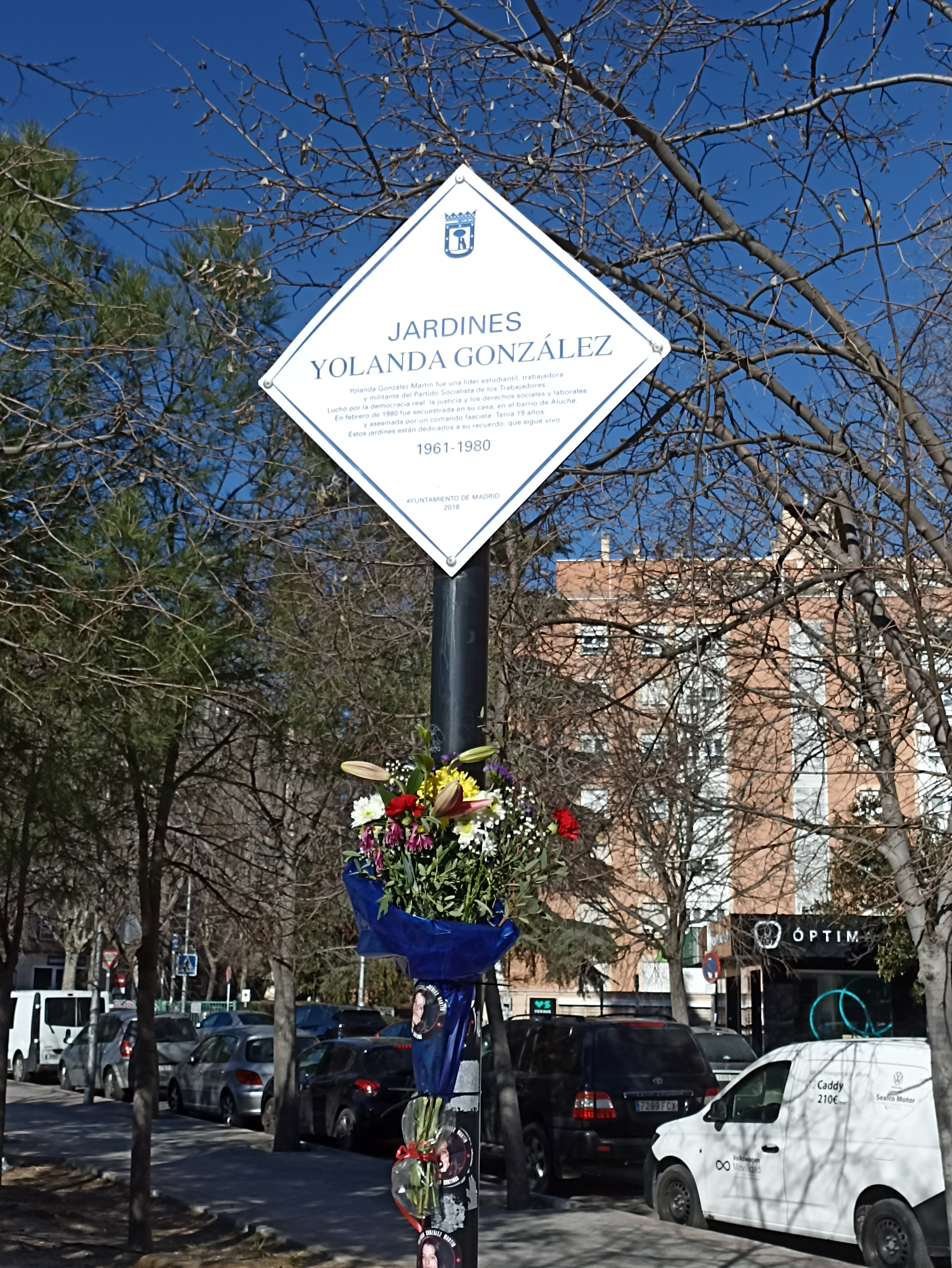
Placa conmemorativa en los Jardines Yolanda González de Madrid el día 5 de febrero de 2023.

En 2018 se publica el libro No te olvides de mi en donde el periodista y escritor Carlos Fonseca reconstruye la historia de Yolanda González y, a través de ella, la de la Transición. Para ello utiliza una gran variedad de fuentes, entre las que se encuentra documentación, en gran parte, inédita, así como testimonios de su familia, su pareja sentimental y sus compañeras y compañeros de partido. Fonseca rescata también el proceso judicial, la sentencia y la vida de los condenados posterior a la sentencia, planteando interrogantes sobre la ejemplaridad de la Transición.

### Jardines y plazuela
El Pleno de la Junta de Gobierno de la ciudad de Madrid, a propuesta del Pleno de la Junta Municipal del Distrito de Latina de 10 de febrero aprobada por unanimidad, acordó asignar el nombre de «Jardines de Yolanda González Martín» al espacio situado en el número 90 de la calle Escalona, barrio de Aluche, el 19 de febrero de 2015. Se inauguraron el 14 de junio de 2015. Su hermano Asier González Martín la recordó con estas palabras: 

A Yolanda la mataron por defender una sociedad más justa. Y lo que podemos aprender de su muerte y de tantas otras muertes por motivación política es que la vida está por encima de cualquier ideología. Por eso la aprobación por unanimidad de la Junta Municipal de la Latina para asignar el nombre de Yolanda a este parque es un ejemplo a seguir en la reparación de todas las víctimas y abre un camino de esperanza en la búsqueda de un reconocimiento de todas aquellas víctimas que aún siguen olvidadas.

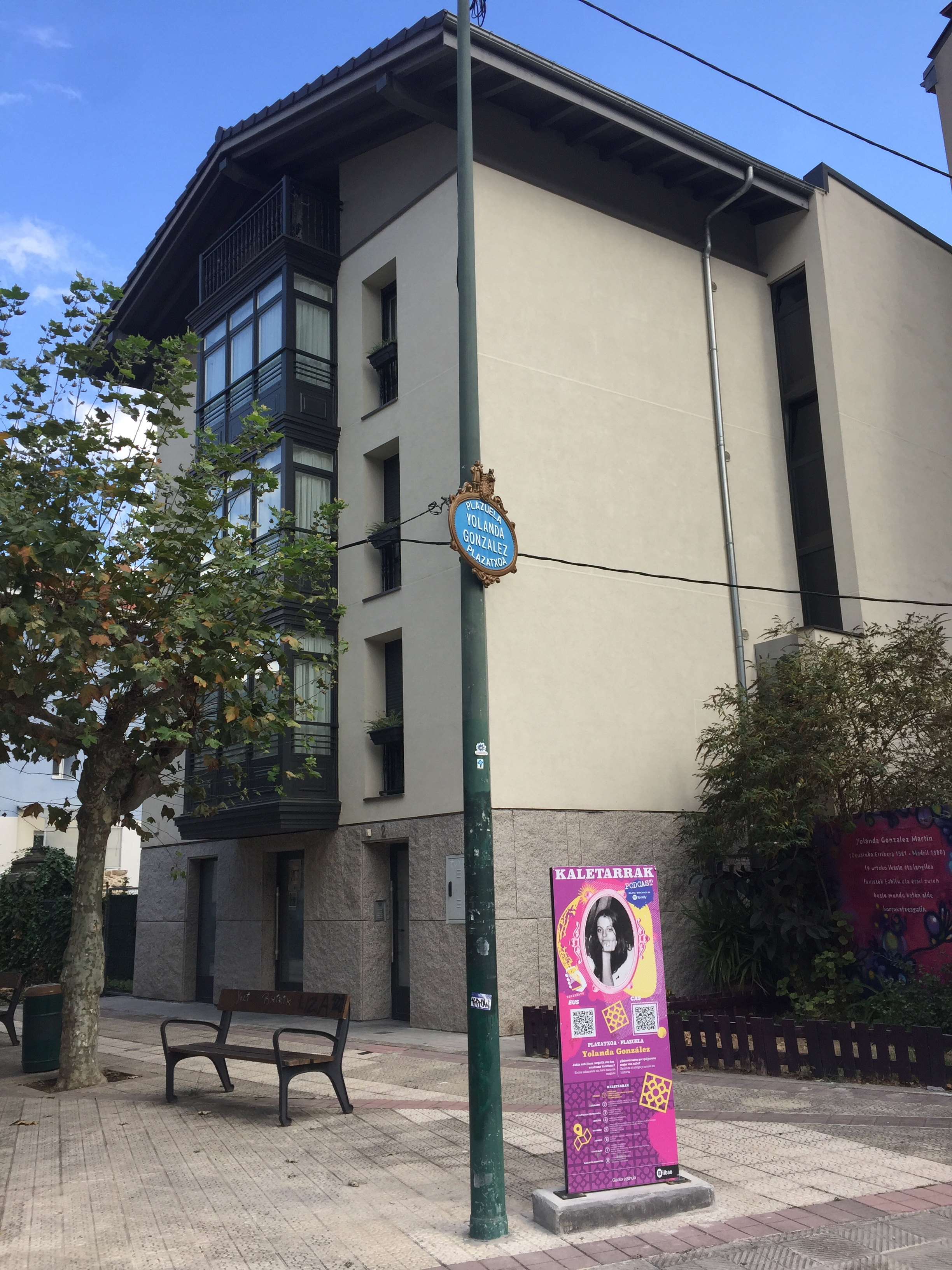
Plazuela Yolanda González en Bilbao

Igualmente el pleno municipal del Ayuntamiento de Bilbao del 28 de enero de 2016 acordó de forma unánime por todos los grupos políticos, y a petición de la Asociación de Vecinos Euskaldunako Zubia, asignar el nombre de «Plazuela Yolanda González» al espacio situado entre los números 57 y 59 de la Ribera de Deusto. El acto inaugural se celebró el 26 de febrero con la presencia de la corporación municipal, familiares, amigos y vecinos de Yolanda González.